# Aangezichtsbeenderen
De aangezichtsbeenderen ook wel bekend als de schedelmussen of faciale beenderen is de verzamelnaam voor de verschillende beenderen die zich vooraan het gezicht bevinden. Hieronder vallen het jukbeen, de onder- en de bovenkaak. 
De aangezichtsbeenderen van de mens hebben overeenkomsten met die van andere zoogdieren maar toch verschillen ze sterk als het om de vorm van de beenderen gaat.
voorhoofdsbeen · wandbeen · slaapbeen · achterhoofdsbeen · wiggenbeen · zeefbeen

jukbeen · bovenkaakbeen · neusbeen · onderkaak · verhemeltebeen · traanbeen · ploegschaarbeen · onderste neusschelp

hamer · aambeeld · stijgbeugel